# Fieseler Fi 157
Die Fieseler Fi 157 war ein unbemanntes Versuchsflugzeug, das eine automatische Steuerung besaß.

## Entwicklung
Die Entwicklung dieser Maschine begann beim Fieseler Flugzeugbau Kassel im Juni 1936. Mit einem Trägerflugzeug brachte man die Maschine auf Höhe. Nach dem Ausklinken erfolgte der weitere Flug der Fi 157 mit dem eigenen Antrieb, einem Hirth HM 60 mit 60 PS. Gesteuert wurde das Fluggerät von einer mit Programm-Walzen ausgestatteten Automatik. Da dieses Versuchsflugzeug kein Verlustgerät war, aber weder Fahrwerk noch Kufe besaß, erfolgte die Landung wahrscheinlich mittels Fallschirm.
Dieses Flugzeug war nicht für die Serienherstellung gedacht, sondern es sollte nur für die Durchführung von Prinzip-Versuchen dienen.
Parallel zum Projekt der Fi 157 wurde im August 1936 mit der Entwicklung des Versuchsflugzeuges Fi 158 begonnen, das von der Formgebung her eine starke Ähnlichkeit zur Fi 157 aufwies.

## Technische Daten
| Kenngröße             | Daten                             |
| --------------------- | --------------------------------- |
| Länge                 | 5,86 m                            |
| Spannweite            | 6,50 m                            |
| Flügelfläche          | 5,90 m²                           |
| Nutzlast              | 83 kg                             |
| Rüstmasse             | 226 kg                            |
| Startmasse            | 309 kg                            |
| Höchstgeschwindigkeit | 293 km/h                          |
| Landegeschwindigkeit  | 85 km/h                           |
| Reichweite            | ca. 580 km                        |
| Triebwerk             | ein Hirth HM 60 mit 60 PS (44 kW) |